# Buněčná linie K562
K-562 jsou lidskou imortalizovanou buněčnou linií myeloidní leukémie, která je ve vysoce nediferencovaném stavu. Jsou erytroleukemického typu. Má vlastnosti vysoké malignity, rychlé proliferace a může být indukována k diferenciaci řadou in vitro induktory.
Zde popsaná buněčná linie byla odvozena z leukemických buněk získaných v prosinci 1970 z pleurálního výpotku 53leté bělošky trpící chronickou myeloidní leukémií (CML) v blastické krizi, který byl pozitivní pro tzv. Philadelphia chromozom, což je charakteristická genetická abnormalita této formy leukémie. Následně v roce 1975 Lozzio a Lozzio oznámili vývoj linie K562.
Od svého založení se K562 široce používá v biomedicínském výzkumu jako buněčná linie „workhorse“, která přispívá k pochopení základních lidských biologických procesů a také k základnímu a translačnímu výzkumu rakoviny.  K562 se stala jednou z nejčastěji používaných lidských buněčných linií v laboratorním výzkumu například pro rozsáhlé screeningy CRISPR/Cas9 genového cílení.

## Vlastnosti
Buněčná linie K562 je hematopoetická buněčná linie, která vznikla z progenitorových buněk myeloidní linie, vykazují určitou proteomickou podobnost s nediferencovanými granulocyty a erytrocyty.
| Typ organismu  | Člověk | Erytroleukemická buněčná linie |
| Tkáň           | Kost, Dřeň | Erytroleukemická buněčná linie |
| Fenotyp        | Suspenze | Erytroleukemická buněčná linie |
| Primární buňky | Ne | Erytroleukemická buněčná linie |
| Aplikace       | Buněčná kultura / podmínky růstu, Exprese proteinů, Purifikace proteinů, Stabilní buněčná transfekce, Transfekce: Genová exprese, Přechodná transfekce | Erytroleukemická buněčná linie |

Buňky jsou neadherentní, kulovité nebo oválné buňky o průměru asi 10-20 mikrometrů.
Fenotyp erytroleukemických buněk K562 je charakterizován expresí povrchových markerů. Mají nezralý stav definovaný expresí c-KIT a CD33, tak zralý stav definovaný CD36, CD71 a GPA.
K562 je charakteristická vysokou expresí erytropoetinového receptoru (EpoR) a nízkou expresí molekul HLA třídy I.